# 德里克·羅西
德里克·羅西（英語：Derrick Rossi，1966年2月5日—），是一位加拿大幹細胞生物學家、企業家。是生物技術莫德納的聯合創始人。

## 生平
1966年，羅西出生於加拿大多倫多，其父母都是馬耳他人。羅西就讀於諾爾曼·白求恩中學，在那裡他很早就發現了自己對分子生物學的熱情 。他就讀於多倫多大學分子遺傳學及後來取得碩士學位。2003年畢業於赫爾辛基大學並取得博士學位。他於2003年至2007年在史丹佛大學歐文·韋斯曼實驗室擔任博士後研究員。

## 家庭
羅西与芬蘭生物學家妮娜·科尔西薩里（Nina Korsisaari）结婚，是三個女兒的父親。

## 外部連結
- 德里克·羅西在ResearchGate上发表的出版物
- Convelo Therapeutics: Team （页面存档备份，存于）
- Derrick Rossi, PhD （页面存档备份，存于）